# Heterusia quadruplicaria
Heterusia quadruplicaria là một loài bướm đêm trong họ Geometridae.